# Hypothyris euclea
Hypothyris euclea är en fjärilsart som beskrevs av Jean Baptiste Godart 1819. Hypothyris euclea ingår i släktet Hypothyris och familjen praktfjärilar. Inga underarter finns listade i Catalogue of Life.

## Bildgalleri

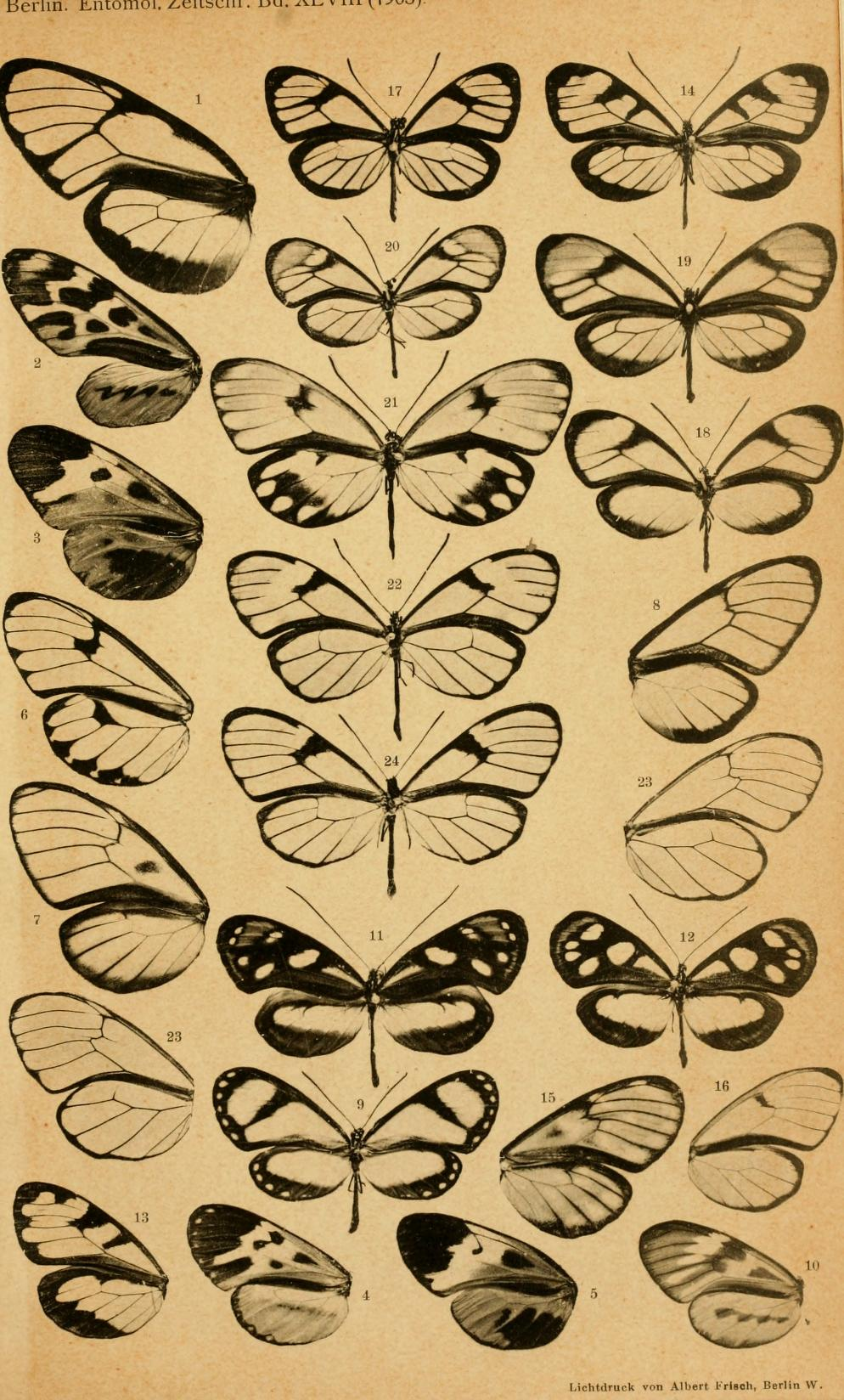
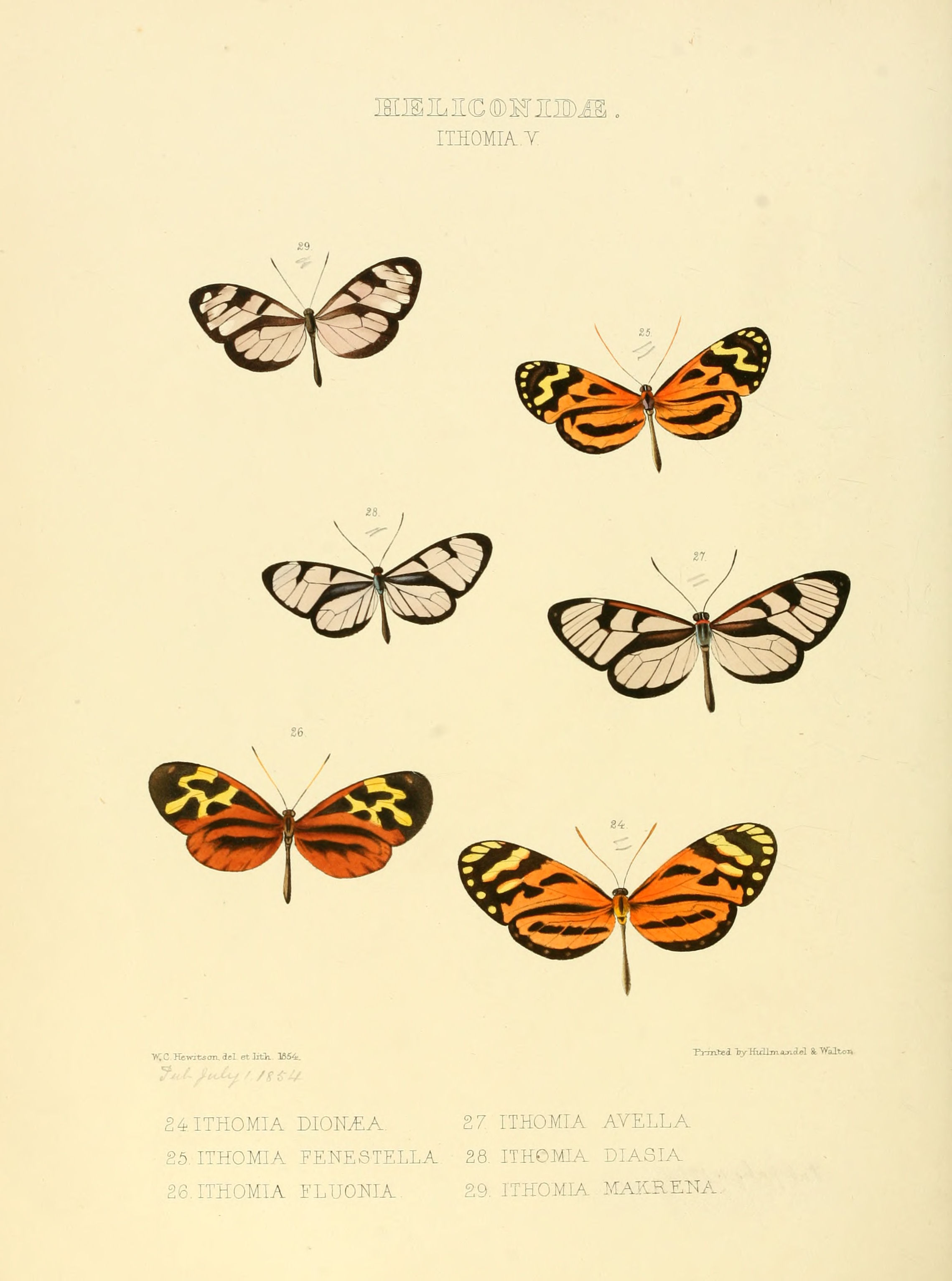
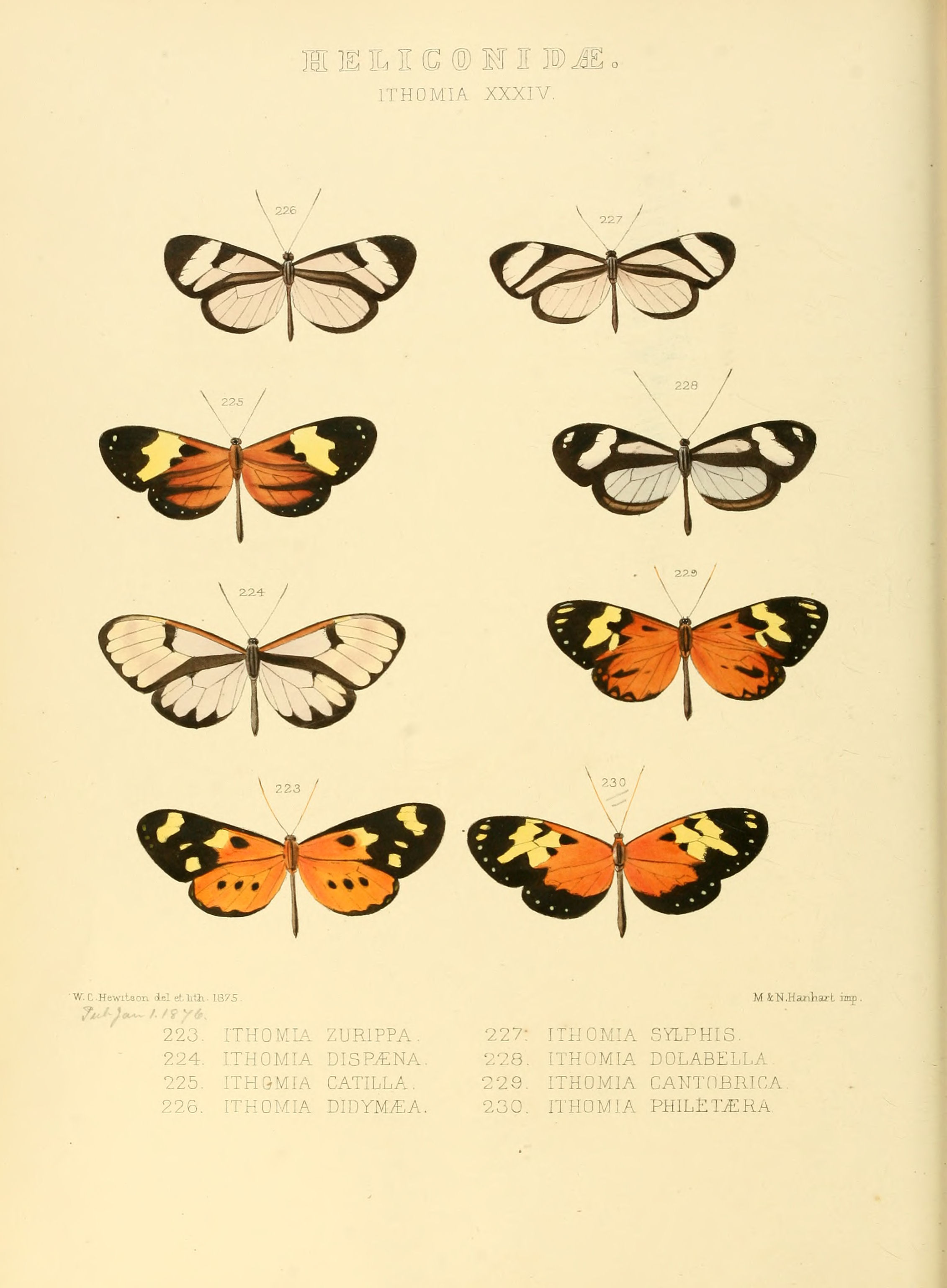